# Nana-Markounda
Nana-Markounda, est une commune rurale de la préfecture de l’Ouham, en République centrafricaine. La principale localité de la commune est Markounda, chef-lieu de sous-préfecture.

## Géographie
La commune de Nana-Markounda est située au nord de la préfecture de l’Ouham. Elle est limitée au nord par la rivière Nana Barya qui marque la frontière entre la République centrafricaine et le Tchad. La plupart des villages sont localisés sur les axes routiers Nana-Bakassa – Markounda, Bondoro-Kété – Markounda - Silambi.
|               | Tchad          |         |
| Nana-Barya    | Nana-Markounda | Bakassa |
| Nanga Boguila | Nana-Bakassa   | Hama    |

## Villages
Les villages principaux sont : Silambi, Maïtikoulou, Bara, Maita 2, Maissou, Bele, Kadjam-Kota, Bodjomo, Sido et Bondoro-Kété.
La commune compte 79 villages en zone rurale recensés en 2003 : Badama  Bakaba, Bara, Bazoli, Behile, Bekinga, Bele 2, Belle 1, Belle 3, Benodjo, Ben-Zambe, Betadzi, Beyongo, Bili, Biranga, Bobere, Bobete (Bobete), Bobia, Bodjomo, Bodjomo-Kete, Boferan, Bokadjo, Bokali, Bolgue, Bondoro Kao, Bondoro Kete, Bondoro Kota, Bondoro-Kette, Bondoui, Bondourou, Bonigui, Botolna 2, Boukoyo, Boulo, Bounou, Bourandja, Daga 1, Daga 2, Dawa, Dibalo, Dokabi, Gale 1, Gbangoro-Kota, Kaba, Kabolo, Kadanga, Kajama-Kete, Kakambia, Kamba Bti, Kamodjo, Kandjama Kota, Kangoro, Kassai, Kokodo, Kokou 1, Kokou 2, Madoungai, Maikolo, Maimada, Maingara, Mainodjo, Maiogo, Mairo, Maita 1, Maita 2, Maitikoulou, Manda, Mani, Mball, Mbouli, Mourdana, Moyo, Nakpanran, Nana, Sagon, Sanodjo, Sido, Silambi, Tale.

## Éducation
La commune compte 13 écoles publiques : Sous-préfectorale de Markounda, à Boningui, Boulo, Bobete, Bondjomo, Bazoli, Mbali, Betazi, Badama, Beyongo, Bele, Kadjama, Sido (Bofera), et une école privée : le complexe scolaire Na Kota Nguia à Markounda.